# Мечтатели
„Мечтатели“ е български игрален филм (драма) от 1987 година на режисьора Иван Андонов, по сценарий на Александър Томов. Оператор е Красимир Костов. Музиката във филма е композирана от Кирил Дончев.

## Актьорски състав
- Иван Иванов – Димитър Благоев
- Цветана Манева – Вела Благоева
- Стефан Данаилов – Стоименов, началникът на полицията
- Людмила Гурченко – Графинята
- Коста Цонев – Георги Живков
- Борис Луканов – Стефан Стамболов
- Веселин Ранков – Никола Габровски
- Ваня Цветкова – Славея, съпругата на началника на полицията
- Велко Кънев – Спиро Гълъбчев
- Николай Цанков – Георги Бакалов
- Ивайло Герасков
- Петър Слабаков – Матея
- Павел Поппандов – Вичо, таен агент на полицията
- Огнян Пейчев (не е посочен в надписите на филма)
- Любомир Младенов – княз Фердинанд
- Георги Русев – Пеньо, училищния настоятел
- Никола Тодев – училищен настоятел
- Стоян Алексиев
- Николай Волев
- Ернест Романов
- Владимир Смирнов
- Васил Михайлов
- Кина Дашева
- Константин Коцев
- Катя Тодорова
- Йордан Гаджев
- Таня Димитрова
- Анани Явашев
- Илка Зафирова - съдържателката на бара

В епизодите:
- Кунка Баева (като К. Баева) – сестра Иванова
- З. Тошева
- Ганчо Ганчев (като Г. Ганчев)
- Н. Клисуров
- В. Русинов
- С. Викторов
- П. Димов
- Т. Юруков
- М. Балевски
- Й. Таралежков
- М. Пенчев
- Ч. Савов
- В. Люцканов
- П. Янев
- Ж. Стоянович
- Д. Добрев
- Т. Прогноза
- Г. Стайков
- П. Николова
- Н. Ангелов
- Г. Георгиев
- Александра Сърчаджиева (като А. Сърчаджиева)
- Иван Обретенов (като И. Обретенов)
- Н. Чиприянов
- Б. Илиев
- В. Недялков
- В. Вълчев
- Д. Ботев
- В. Николов
- Н. Митев
- Н. Станчев

и други